# Kazajos
Los kazajos o kazakos (en cirílico: қазақтар, romanizado: qazaqtar) son un pueblo túrquico que habita en las zonas norte de Asia central. Es una de las etnias constituyentes de Kazajistán y es una de las minorías principales en países como Rusia , Uzbekistán , y China.
Étnicamente, los kazajos son una mezcla entre primitivos turcos y tribus mongolas. En el pasado fueron famosos, sobre todo en Rusia y Asia Central, por su habilidad como jinetes. En la actualidad los kazajos poco a poco se están dando a conocer en todo el mundo.

## Etimología
La palabra kazajo se incluyó en el diccionario de turco-árabe del siglo XIII. El significado señalado para esta palabra fue “independiente” o “libre”. El auténtico significado sigue estando debatido. Algunas teorías apuntan a que la palabra está relacionada con al kaz que significa “cisne blanco”.
La mayoría de los kazajos pertenece a uno de tres juzes (jüz, traducido como “horda”): “Jüz mayor” (Ul ı juz), “Jüz medio” (Orta juz), y “Jüz menor” (Kişi juz). Cada jüz consiste de tribus y clanes.

## Cultura y tradiciones
Al igual que muchos otros pueblos de Asia Central, la cultura tradicional del pueblo kazajo se basa en el nomadismo y el pastoreo, con elementos tradicionales como la yurta o el kyz kuu, y con bebidas como el kumis. El islam de rama suní es la religión mayoritaria en los kazajos.

Tradicionalmente, los kazajos han seguido con sus raíces tribales. Se suponía que cada kazajo conocía a los miembros de su tribu hasta la séptima generación. No se les permitía casarse si tenían antepasados comunes entre estas siete generaciones. Los hijos del matrimonio pertenecían por tradición a la tribu del esposo. Se propiciaban las bodas entre miembros de diferentes tribus.[cita requerida]

Territorios aproximados de los nómadas Jüz a principios del : Juz menor (verde), Juz mediano (naranja) y Juz mayor (rojo).

En el Kazajistán moderno, el tribalismo ha quedado oficialmente prohibido y en la práctica ha ido desapareciendo con la modernización del país. Sin embargo, aún desempeña un importante papel en la cultura kazaja. Es habitual que entre los kazajos se pregunten a que tribu pertenecen cuando se conocen. Los kazajos se consideran a sí mismos una nación.

## Idioma
El idioma kazajo es una de las principales lenguas que se hablan en el Kazajistán, junto con el ruso. Se habla también en la región Ili perteneciente a la región autónoma Uigur de Xinjiang en la República Popular China. El idioma kazajo pertenece al grupo de lenguas túrquicas igual que el uzbeko, el kirguís, el tártaro, el uigur y otras lenguas habladas en el este de Europa, Asia central, oeste de China y Siberia.
Antes de 1917, el kazajo se escribía utilizando el alfabeto árabe. Entre 1917 y 1926 se utilizó una versión modificada del alfabeto latino, similar a la que se utilizaba para el turco. Desde 1926 se escribe con una variante del alfabeto cirílico con algunos caracteres extra que sirven para representar fonemas que no existen en el idioma ruso.
Hoy en día en Kazajistán, se ha iniciado de nuevo la transición al alfabeto latino con la finalidad de adaptarse mejor a la sociedad de la información y para acercarse a otras lenguas de origen túrquico como el azerí o el turco. A pesar de todo, el alfabeto cirílico, se sigue usando todavía de forma mayoritaria. El gobierno kazajo ha declarado que dará un margen de adaptación al alfabeto latino de doce años, mientras tanto, algunas de las página web más utilizadas de Kazajistán, ya han incorporado en sus versiones kazajas, el alfabeto latino. Sin embargo, algunos no son partidarios de la transición al alfabeto ya que el coste de la transcripción sería muy alto sobre todo debido a lo extenso de la literatura en kazajo.